# La sposa di San Paolo
 La sposa di San Paolo  (The bride of San Paolo) è un film del 1990, diretto da Gabriella Rosaleva. Nel 1996 fu riedito con il titolo Tarantula.
La sposa di San Paolo ha rappresentato l'Italia in concorso al Festival del film Locarno nel 1989.

## Trama
Il film narra le vicende di Anna, una giovane donna  morsa dalla tarantola, nel 1600, e il suo viaggio con un gruppo di musici tra antiche ballate e fenomeni paranormali in pellegrinaggio in Puglia al fine di riuscire a liberarsi delle conseguenze del morso del ragno.
Durante il tragitto, la comitiva incontra un inviato del Papa che va a Galatina per comprendere le ragioni delle crisi violente e per studiare lo strano fenomeno che colpisce molte donne del popolo.
Raggiungono, infine, la località agognata e qui Anna compie la tradizionale danza per tre giorni e tre notti davanti al pozzo dell'acqua miracolosa per guarire con esorcismi.

## Produzione
Il film, prodotto da Gabriella Rebeggiani e Fulvio Wetzl con la società Nuova Dimensione, è tratto da un'opera della scrittrice leccese Caterina Durante, Viaggio a Galatina, sul tarantismo, analizzato con l'occhio dell'antropologo.
Carlo D'Angiò e Eugenio Bennato hanno curato le musiche originali; ha partecipato il Gruppo Argalio di Corigliano d'Otranto. I costumi sono di Alessandra Montagna.
La pellicola è stata girata interamente in Puglia, in particolare a Manfredonia, Bari, Conversano, Polignano a Mare, Monopoli,  Fasano, Carovigno, Santa Maria di Cerrate, Melendugno, Melpignano e Otranto.